# Floccus
Floccus is het tweede deel in de naam van wolkensoorten, die worden gebruikt als onderdeel van een internationaal systeem om wolken te classificeren naar eigenschap volgens de internationale wolkenclassificatie. Floccus betekent vlokvormig of wolvlok. Als afkorting heeft floccus flo. Er bestaan 3 wolkensoorten die floccus als tweede deel van hun naam hebben:
- Altocumulus floccus (Ac flo)
- Cirrocumulus floccus (Cc flo)
- Cirrus floccus (Ci flo)

Floccuswolken zijn wolken met de vorm van kleine propjes als wattenflokken; individuele bosjes van wolken met rafelige basis en vaak met opvallend virga. Er is flinke onstabiliteit ter plaatse en is vaak een voorbode van onweer.